# Aconitum falconeri
Aconitum falconeri är en ranunkelväxtart som beskrevs av Otto Stapf. Aconitum falconeri ingår i släktet stormhattar, och familjen ranunkelväxter. Utöver nominatformen finns också underarten A. f. latilobum.